# Pléneuf-Val-André
Pléneuf-Val-André [plenœf val ɑ̃dʁe] est une commune française située dans le département des Côtes-d'Armor, en région Bretagne.
Elle est connue comme station balnéaire familiale, située sur la côte est de la baie de Saint-Brieuc, dite « côte de Penthièvre ».

## Géographie

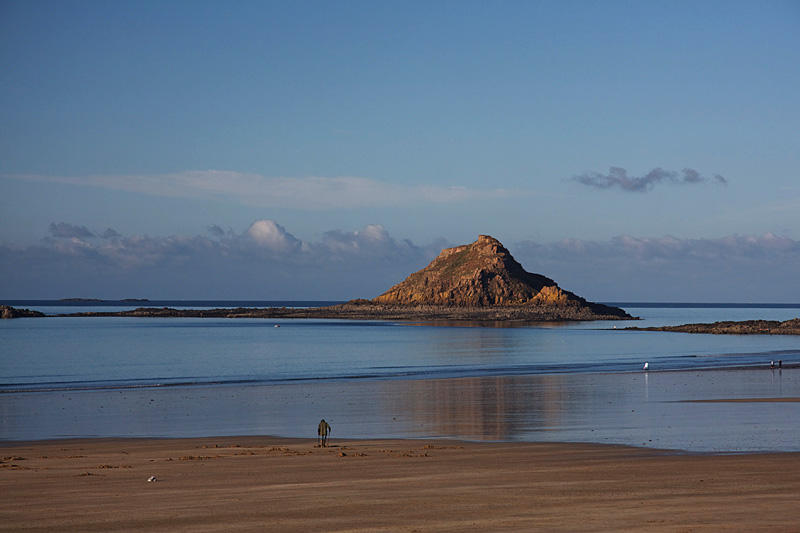
La réserve ornithologique du Verdelet.

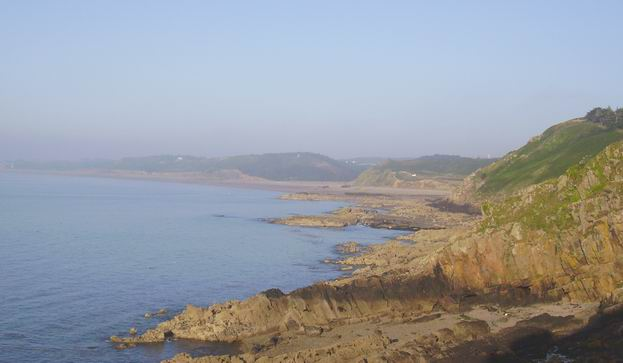
Vue vers les grèves.

### Localisation
Pléneuf-Val-André se trouve à 25 km à l'est de Saint-Brieuc et à 15 km au nord de Lamballe.

### Communes limitrophes
| Côte de Penthièvre |                               | Erquy       |
|                    | Pléneuf-Val-André             |             |
|                    | Lamballe-Armor (Planguenoual) | Saint-Alban |

### Géologie et relief
Le territoire de Pléneuf-Val-André est très diversifié : 
- sa façade maritime comporte deux ports de plaisance (Dahouët et le port de Piégu), plusieurs plages (grande plage du Val-André ou Grève de Saint-Symphorien[1]) et la côte rocheuse comprenant :
  - à l'ouest, la pointe de la Guette, côte rocheuse abritant le port de Dahouët et deux petites plages,
  - au nord, le Verdelet, îlot d'un hectare 80 ares[2], « caillou tombé de la chaussure de Gargantua » dit la légende, un îlot accessible à la basse-mer des marées importantes par son tombolo ; pêche à pied possible dans les rochers à la base du rocher principal qui constitue la réserve ornithologique Edmond Tranin, interdite d'accès de septembre à mars,
    - non loin de là vers le nord-ouest, le petit archipel du plateau des Jaunes (aussi appelé les Platières), comportant deux îles principales sur des hauts fonds signalés par une balise sur un écueil proche,
    - plus au nord, les deux îlots des Comtesses et au nord-ouest l'îlot de Rohein où se dresse un phare car il est cerné d'écueils balisés par des tourelles-lanternes,

  - la pointe de Pléneuf, dont la falaise de Château-Tanguy culminant à 72 m, que prolonge le Verdelet ; elle mène à un petit belvédère, face à l'îlot du Verdelet,
  - les falaises de la Ville Pichard, le sentier des douaniers formant la Promenade du Levant et joignant la pointe de Pléneuf à la plage des Vallées[3],
  - une vaste plage s'étendant jusqu'à Erquy et se décomposant en plusieurs grèves : la grève de Nantois appelée plage des Vallées dans sa partie orientale et la plus habituellement fréquentée (poste de secours), la grève de Nantois au sens restreint et sur laquelle on aperçoit parfois les chevaux du club hippique voisin, la grève de la Ville Berneuf ; sur les hauteurs, un golf de dix-huit trous jouit d'un beau point de vue[4] ;
- l'arrière-pays de terres agricoles au milieu desquelles se tient le bourg de Pléneuf ;
  - le chemin de Vauclair relie le centre du bourg à la grève de Nantois ou plage des Vallées,
  - à l'ouest, vallon du ruisseau de la Flora qui se jette à la mer en sortant du moulin à marée du port de Dahouët.

### Hydrographie
Pour un article plus général, voir Réseau hydrographique des Côtes-d'Armor.
La commune est située dans le bassin Loire-Bretagne. Elle est drainée par la Flora et le Nantois,,.
La Flora, d'une longueur de 10 km, prend sa source dans la commune de Saint-Alban et se jette  dans la Manche sur la commune. 

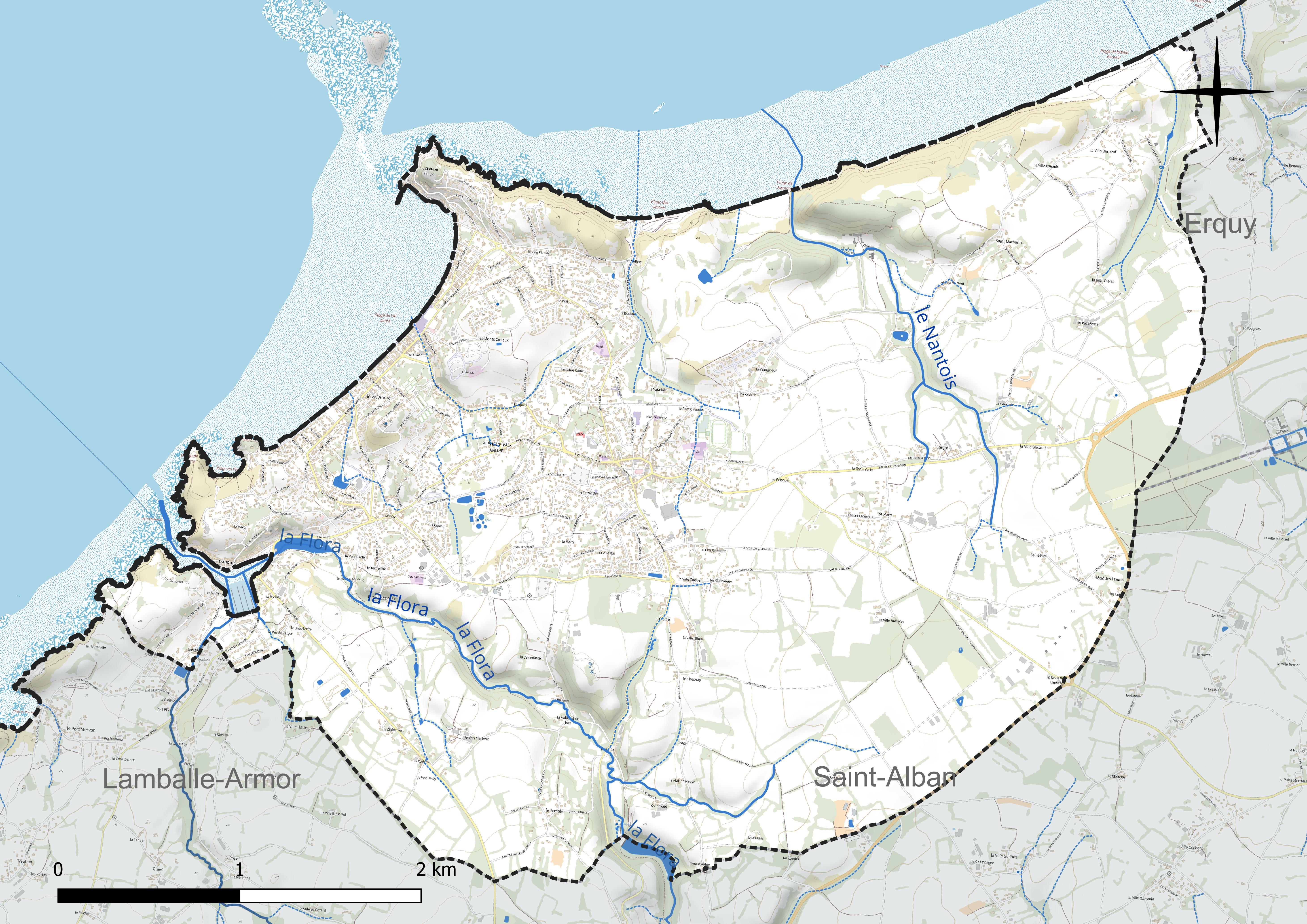
Réseau hydrographique de Pléneuf-Val-André.

### Climat
Pour des articles plus généraux, voir Climat de la Bretagne et Climat des Côtes-d'Armor.
En 2010, le climat de la commune est de type climat océanique franc, selon une étude du Centre national de la recherche scientifique s'appuyant sur une série de données couvrant la période 1971-2000. En 2020, Météo-France publie une typologie des climats de la France métropolitaine dans laquelle la commune est exposée à un climat océanique et est dans la région climatique Finistère nord, caractérisée par une pluviométrie élevée, des températures douces en hiver (6 °C), fraîches en été et des vents forts. Parallèlement l'observatoire de l'environnement en Bretagne publie en 2020 un zonage climatique de la région Bretagne, s'appuyant sur des données de Météo-France de 2009. La commune est, selon ce zonage, dans la zone « Littoral doux », exposée à un climat venté avec des étés cléments.
Pour la période 1971-2000, la température annuelle moyenne est de 11,4 °C, avec  une amplitude thermique annuelle de . Le cumul annuel moyen de précipitations est de 710 mm, avec 12,5 jours de précipitations en janvier et 6,4 jours en juillet. Pour la période 1991-2020, la température moyenne annuelle observée sur la station météorologique la plus proche, située sur la commune de Quintenic à 12 km à vol d'oiseau, est de 11,6 °C et le cumul annuel moyen de précipitations est de 769,8 mm,. Pour l'avenir, les paramètres climatiques de la commune estimés pour 2050 selon différents scénarios d'émission de gaz à effet de serre sont consultables sur un site dédié publié par Météo-France en novembre 2022.

## Urbanisme

### Typologie
Au 1er janvier 2024, Pléneuf-Val-André est catégorisée bourg rural, selon la nouvelle grille communale de densité à 7 niveaux définie par l'Insee en 2022.
Elle appartient à l'unité urbaine de Pléneuf-Val-André, une unité urbaine monocommunale constituant une ville isolée,. Par ailleurs la commune fait partie de l'aire d'attraction de Saint-Brieuc, dont elle est une commune de la couronne,. Cette aire, qui regroupe 51 communes, est catégorisée dans les aires de 200 000 à moins de 700 000 habitants,.
La commune, bordée par la Manche, est également une commune littorale au sens de la loi du 3 janvier 1986, dite loi littoral. Des dispositions spécifiques d’urbanisme s’y appliquent dès lors afin de préserver les espaces naturels, les sites, les paysages et l’équilibre écologique du littoral, tel le principe d'inconstructibilité, en dehors des espaces urbanisés, sur la bande littorale des 100 mètres, ou plus si le plan local d’urbanisme le prévoit.

### Occupation des sols
L'occupation des sols de la commune, telle qu'elle ressort de la base de données européenne d’occupation biophysique des sols Corine Land Cover (CLC), est marquée par l'importance des territoires agricoles (56,8 % en 2018), en diminution par rapport à 1990 (66,3 %). La répartition détaillée en 2018 est la suivante : 
zones agricoles hétérogènes (30,1 %), terres arables (24,7 %), zones urbanisées (23,2 %), espaces verts artificialisés, non agricoles (8,2 %), forêts (7,2 %), milieux à végétation arbustive et/ou herbacée (3,5 %), prairies (2 %), espaces ouverts, sans ou avec peu de végétation (0,9 %), zones humides côtières (0,2 %). L'évolution de l’occupation des sols de la commune et de ses infrastructures peut être observée sur les différentes représentations cartographiques du territoire : la carte de Cassini (XVIIIe siècle), la carte d'état-major (1820-1866) et les cartes ou photos aériennes de l'IGN pour la période actuelle (1950 à aujourd'hui).

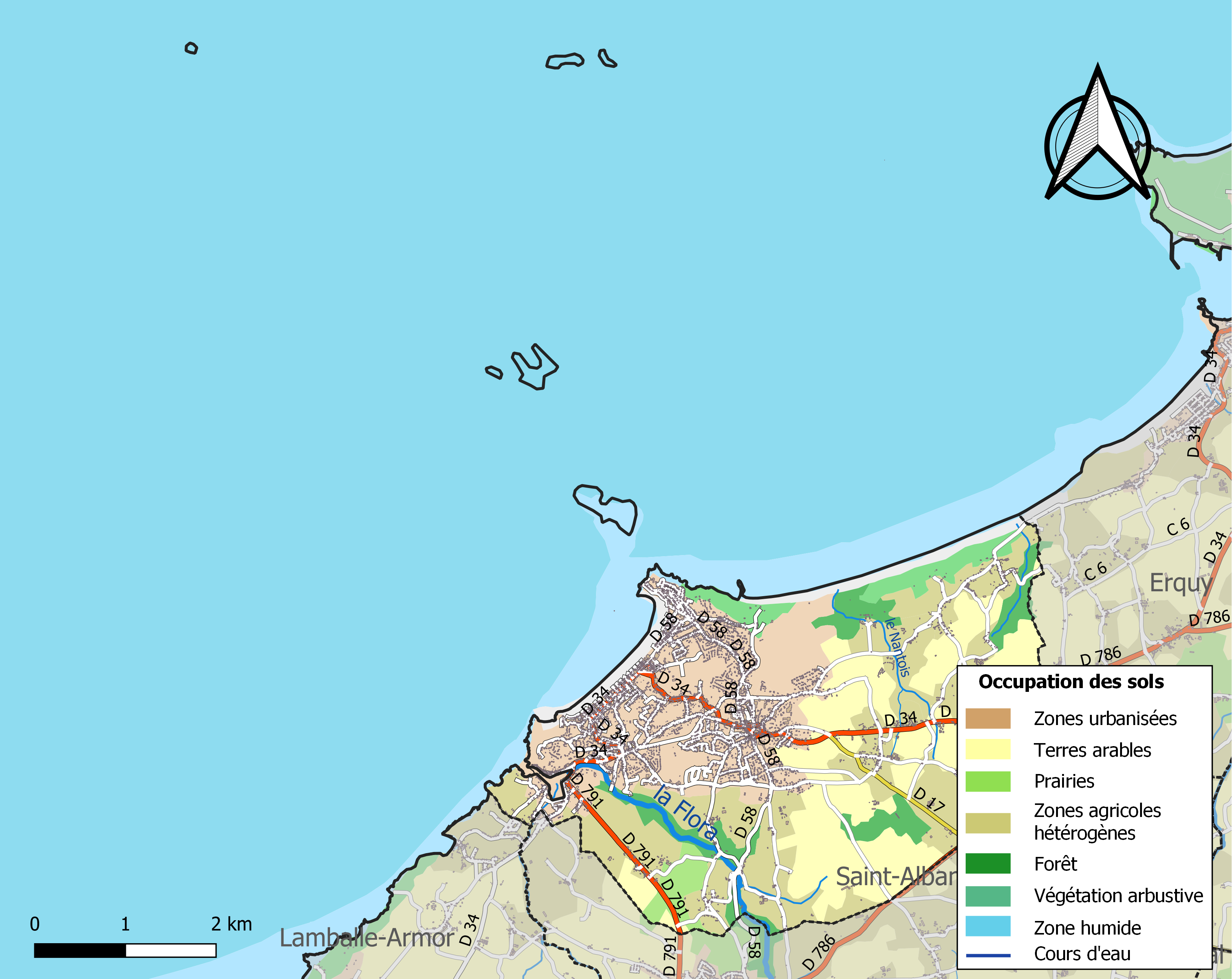
Carte des infrastructures et de l'occupation des sols de la commune en 2018 (CLC).

### Morphologie urbaine
En 1970, la commune comporte 1 001 ha de terres agricoles avec 70 exploitations (inférieures à 50 ha) ; il en existait 116 en 1955.
En 1975, on recensait 1 512 résidences principales et 1 553 résidences secondaires.

### Le Val-André

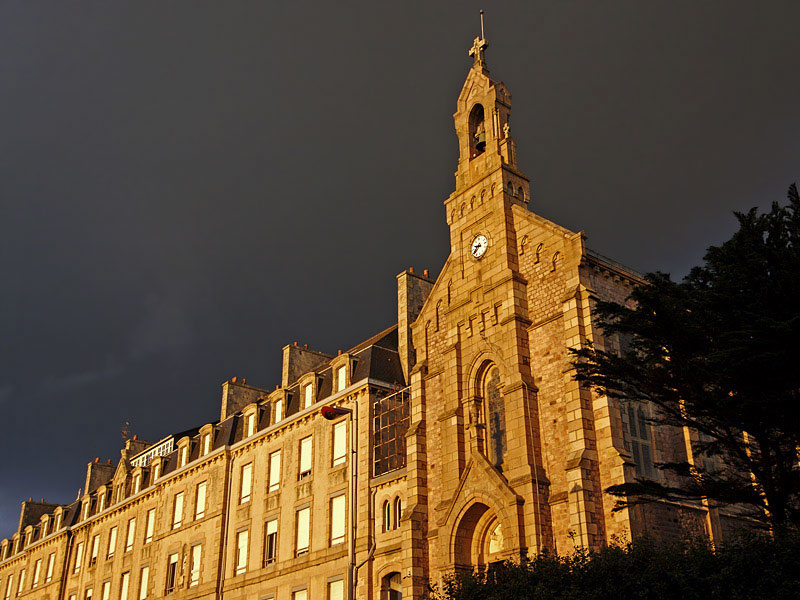
La chapelle Notre-Dame (existe toujours) et la Communauté (à gauche de la chapelle) a été démolie en 2008.

Le Val-André est la station balnéaire proprement dite, créée à la fin du XIXe siècle par la construction progressive de villas le long d'une plage de 2,5 km ; la rue principale d'égale longueur s'étendant à une cinquantaine de mètres en arrière de la digue-promenade et accueillant dans sa partie médiane de nombreux commerces, un casino exploitant jeux, bars et restaurant, théâtre et cinéma, une grande chapelle (chapelle Notre-Dame créée par les religieuses de Saint-Quay en 1890), ainsi que de nombreux terrains de tennis dans le parc de l'Amirauté (2 ha).
Selon Jules Herbert (op. cit.), la zone littorale était en 1860 dépourvue de la moindre habitation. L'amiral Charner venait d'acheter un premier terrain en 1853, mais c'est à Charles Cotard qu'est attribuée la création du Val-André par l'achat dans ce but le 16 mai 1880 d'une grande partie des dunes et terrains humides en bordure de mer. Une première voie parallèle est ouverte dans les dunes. La construction des villas a été longtemps encouragée par des prix très raisonnables ; trois francs le m² en 1896.
Cette première opération était limitée au sud, les terrains acquis s'arrêtant au niveau de la rue des Mouettes actuelle. Le développement d'une deuxième tranche prit le relais de l'initiative de Charles Cotard en la prolongeant harmonieusement jusqu'aux terrains plus accidentés au niveau des Murs Blancs. La construction en 1894-1895 du Grand Hôtel est l'élément notable de cette seconde phase.
M. de Nantois, maire de Pléneuf, a approuvé le développement de la station balnéaire et y a participé.

## Toponymie
Le nom de la localité est attesté sous les formes Pluenot en 1167, Pluenneut vers 1330, Pleneuc en 1356, Ploeneuc en 1428, Plenent en 1444, Plenneuc en 1477, Pleunent en 1480, Pleneuc en 1510, Pleneuet en 1536, Pleneucen 1569, Pleneult au XVIe siècle, Pleneuf en 1679, Pleneuf en 1793.
Son nom vient du moyen breton ploe qui signifie paroisse et de saint Enoc, cité dans un acte de l'abbaye de Redon en 1181-1182. Il s'agit sans doute de saint Henwg (Henog) de Caerleon-sur-Usk,, né au Ve siècle, cousin et compagnon de saint Samson. Le Mabinogion dit de lui qu'il est le père de Taliesin le barde qui fit construire une église à sa mémoire à Llanhenwg. Il dit également qu'il alla à Rome demander secours contre l'hérésie pélagienne qui s'installait sur l'île de Bretagne. Ceux qui deviendront saint Germain d'Auxerre et saint Loup de Troyes seront désignés en concile pour s'y rendre.
La prononciation du nom de Pléneuf en gallo a été relevée sous la forme Pleuneu par Henri-François Buffet.
La commune s'intitule Pléneuf-Val-André à la suite du décret du 5 janvier 1965,.

## Histoire

### Préhistoire
À la plage des Vallées, vers 1925, ont été découverts dans des coulées de solifluxion des restes de la faune du quaternaire, notamment de mammouths, ainsi que des éclats de silex.
Des fouilles préventives ont été menées en 1987 sur un site habité au paléolithique à proximité du port de Piégu, à la suite du suivi archéologique et géologique effectué dans le cadre de grands travaux de défense contre la mer et avant que la falaise ne soit consolidée vers 2005. Ce site en bas de falaise, en bord de voie (quai Célestin Bouglé) et inséré entre deux habitations, n'est que le reste d'un vaste gisement dont des traces ont été retrouvées sur l'estran. Le terrain se présentait comme un ensemble complexe de strates, avec un fort pendage ; le sol d'occupation par l'homme a été trouvé à deux mètres en dessous du niveau du quai. Le gisement consiste en une série de formations d'origine périglaciaire (trois ou quatre cycles), mêlées à des dépôts littoraux et dunaires (sable calcaire).
L'outil le plus ancien, un petit biface de type acheuléen, atteste que la présence humaine remonte à plus de 200 000 ans. Cette présence a été identifiée en deux endroits : l'un en bas par la présence d'un outillage abondant en silex taillé ; le second près du sommet et où n'ont été trouvés que quelques silex médiocres parmi un grand nombre d'ossements animaux, aucun élément humain n'ayant été trouvé contrairement à ce qui avait été annoncé dans la presse.
Le cairn de la Ville-Pichard témoigne d'une occupation humaine sur le territoire de la commune au Néolithique moyen armoricain

### Antiquité gallo-romaine
Près des Galimennes, un gisement gallo-romain matérialisé par des tegulae et des tessons de céramique sigillée, furent trouvés des fragments de verre et d'amphore. Ces dernières, expertisées, ont été datées du IIIe siècle. Près de la Croix des Landes, un autre gisement de tegulae ; près de la Ville Bricault et près des Forges de Trégo également. Près du Bois : gisement gallo-romain ayant livré des tegulae, des tessons de céramique sigillée et un fragment d'amphore. Près du Cloître : ce gisement gallo-romain est matérialisé par des tegulae, des nombreux tessons de céramiques communes et sigillées et des fragments de poteries datables de la fin de l'âge du fer. Les céramiques sigillées expertisées ont été datées du IVe siècle. Près de Trégo : gisement de tegulae, associé à d'autres gisements d'époques diverses. Près de la station d'épuration : gisement de tegulae et de céramiques gallo-romaines, dont des céramiques sigillées. Ces dernières, expertisées, ont été datées du début du Ier siècle à la fin du IVe siècle, avec, pour ces éléments importés, une probabilité maximale de fabrication au IIe siècle. Près de la station d'épuration : ce gisement gallo-romain, distinct du précédent, livre des tegulae et des céramiques sigillées et communes. Il est associé à des structures orthogonales, probablement gallo-romaines, repérées par prospection aérienne. Les céramiques sigillées expertisées sont datées d'environ 75 apr. J.-C. à la fin du IVe siècle avec, pour ces éléments importés une probabilité maximale de fabrication au IIe siècle.

### Moyen Âge

#### Le livre d'heures de Guémadeuc

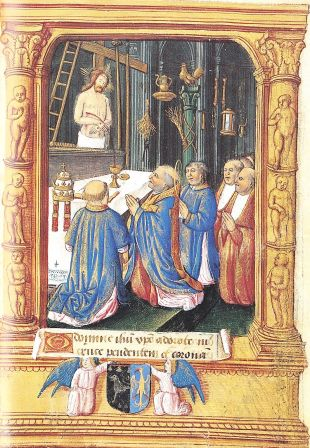
Messe de saint Grégoire dans le livre d'Heures de Guémadeuc. Le blason du bas de l'enluminure porte les armes de Guémadeuc et du Fou.

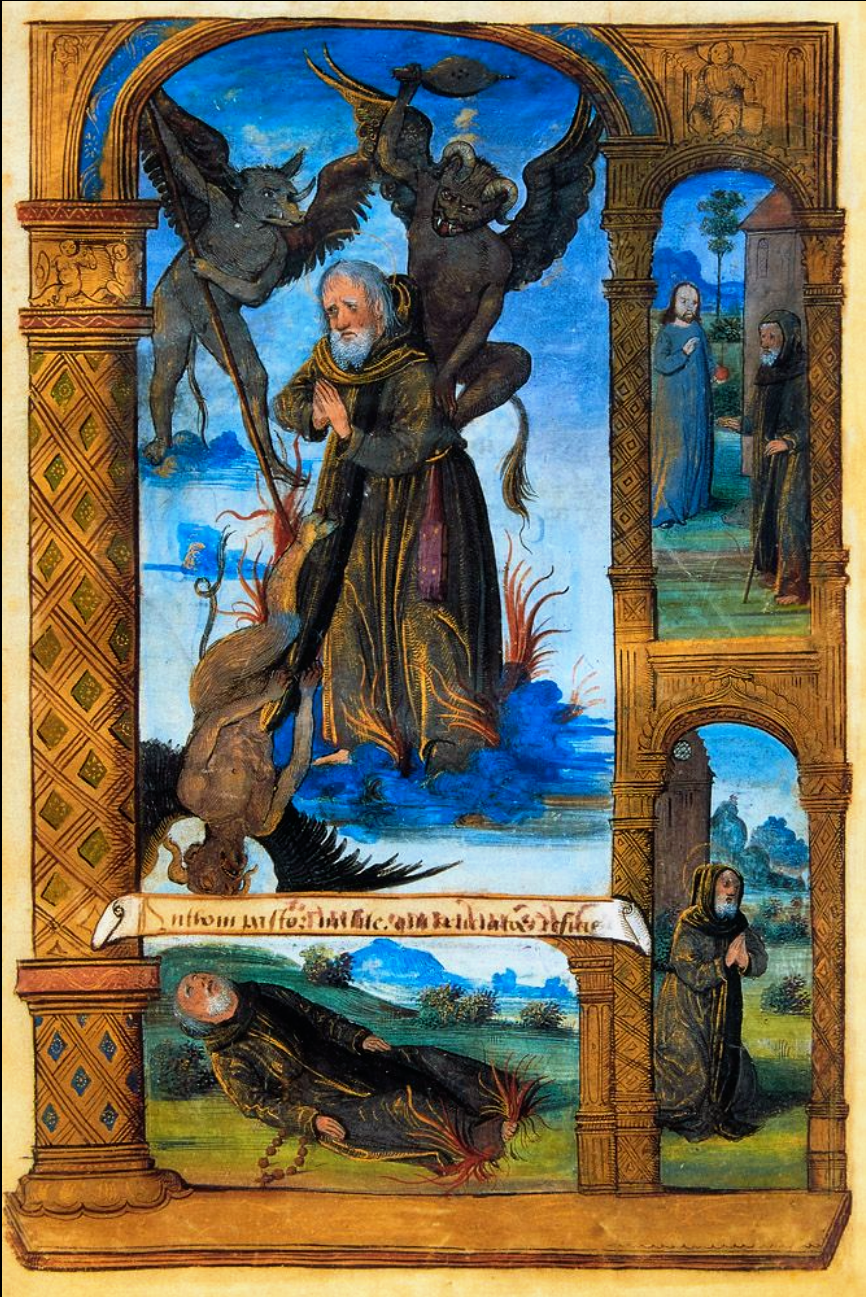
Livre d'heures de Tanneguy Madeuc et Anne du Fou à l'usage de Rome : Tentation de saint Antoine.

Exécuté vers 1500, sur peau vélin, composé de 122 feuillets et orné de 39 grandes miniatures et d'environ 270 petites, le livre d'Heures contient les armes de la famille de Guémadeuc (de sable, au léopard d’argent accompagné de 3 coquilles de même en chef, au lambel de gueules) et au bas du f. 70v, un chien blanc portant à son collier un écu aux initiales T et A entrelacées, pour Tanneguy Madeuc et Anne du Fou (d’azur, à l’aigle éployée d’or, becquée et membrée de gueules). La présence de saint Tanguy au 8 mai dans le calendrier et aux litanies appuie cette identification.
La présence de saint Guillaume, évêque de Saint-Brieuc, et de saint Brieuc dans les litanies rappellent l’attachement des Guémadeuc à leurs origines briochines et leur implantation à Pléneuf.
Tanneguy de Madeuc (capitaine d'une nef en 1503) est seigneur de Trévécar (La Baule-Escoublac) et de La Ville-Nihon, fils de Jacques Madeuc, chevalier seigneur de Guémadeuc, et de Françoise de Trévécar, vicomtesse de Rezé. Il épouse (sans postérité) Anne du Fou, fille d'Even II du Fou, chevalier, baron de Pirmil (descendant de Morvan Ier du Faou, vicomte de Cornouaille) 
et de Catherine Le Parisy, dame de La Villeneuve (manoir de La Roche-Guéhenneuc à Mûr-de-Bretagne). L'ancêtre de cette dernière était Grand fauconnier du duc de Bretagne, Grand veneur de Bretagne, Grand maître enquêteur et général réformateur des eaux et forêts de Bretagne et Capitaine d'Auray.
En 1503,Tanneguy de Madeuc est capitaine d'une nef de 60 hommes faisant partie d'une flotte de 17 navires comprenant 1890 hommes. Cette flotte est chargée d'assurer militairement un convoi de navires marchands pratiquant le commerce du vin et autres denrées depuis les ports de Bretagne (de Saint-Malo à Bourgneuf) vers les ports de La Rochelle, Bordeaux, Bayonne ou ceux de La Manche et des Pays-Bas. Le pouvoir ducal organise ces convois qui lui permettent d'assurer le transport maritime par temps de guerre et de piraterie ainsi qu'une présence bretonne en mer au-delà de ses frontières. Une taxe est prélevée sur les marchandises pour financer ces convois.
Ce livre d'heures est peut-être un cadeau de Pierre de Rohan, présent au mariage de Tanneguy de Guémadeuc et d’Anne du Fou. Parmi les enluminures, on retrouve saint Jacques (Saint patron du père de Tanneguy), portant sur son étendard la devise du maréchal de Gié : Dieu Garde Mal Le Pélerin (Dieu garde le pèlerin du mal) dans tout ce que tu fais ; regarde la fin. Devise des ducs de Rohan.
Acheté par un collectionneur particulier lors d'une vente à la librairie Heribert Tenschert en 2000. Il fait partie de la bibliothèque personnelle d'un membre de la famille de Rohan en 1839. On en trouve mention lors de la vente Germeau à Paris, Potier, 22-24 mars 1869, n° 36 et de la vente Destailleur de 1891, n° 640.

### Époque moderne
- 1783 : travaux de déroctage dans l'entrée du port de Dahouët.

### LeXIXesiècle
- 1844 : ouverture du bureau des postes ; un télégraphe Chappe a aussi fonctionné au Cap Tanguy (face au Verdelet).
- 1869 : premières régates de Pléneuf le 22 août (autres régates à Dahouët).
- 1880 : création du Val-André par l'ingénieur Charles Cotard, collaborateur de Ferdinand de Lesseps.
- 1884 : construction de la vaste pension de famille, dite la Communauté, à l'initiative de la congrégation des Sacrés-Cœurs de Jésus et de Marie qui avait acquis les terrains l'année précédente ; ce bâtiment a laissé place à un centre de thalassothérapie en 2010.
- 1889 : pose de la première pierre de l'église le 9 mai (inauguration le 9 août 1891 par Mgr Fallières).
- 1896 : pose de la première pierre de la chapelle (près de la Communauté) le 21 décembre (consacrée le 11 avril 1899 par Mgr Morelle).

### LeXXesiècle

#### La Première Guerre mondiale
Le monument aux morts de Pléneuf-Val-André porte les noms de 115 soldats morts pour la France pendant la Première Guerre mondiale
dont 13 marins disparus en mer (y ajouter Joseph Jouan, décédé dans le port de Livourne), 5 soldats morts sur le front belge, 3 soldats membres de l'Armée française d'Orient morts dans les Balkans (y ajouter Henry Gautier, décédé à Lisbonne (Portugal) le 31 décembre 1918 alors qu'il était de retour de Salonique), les autres, à l'exception de deux soldats (Jean-Baptiste Ollivry et Auguste Lévené) décédés alors qu'ils étaient prisonniers en Allemagne, étant morts sur le sol français. Oublié : François Hamet, tué en Italie et inhumé là-bas.
Besnard Toussaint Emile, né le 4 mai 1883 à Pléneuf-Val-André, soldat au 47e régiment d'infanterie, fut fusillé pour l'exemple le 27 octobre 1915 à Vienne-le-Château (Marne) pour « ivresse et abandon de poste devant l'ennemi ».

#### L'Entre-deux-guerres
- 1922 : du 11 juillet 1922 au 31 décembre 1948, une ligne de chemin de fer dessert Pléneuf.
- 1931 : construction du môle de Piégu (achevé en 1933).
- 1934 : ouverture du nouveau casino

#### La Seconde Guerre mondiale
Le monument aux morts de Pléneuf-Val-André porte les noms de 41 Français morts pour la France pendant la Seconde Guerre mondiale, dont 7 marins disparus en mer et Pierre Gicquel, tué lors de la bataille de Mers el-Kébir ainsi que Joseph Crolais, lui aussi marin, décédé à Menzel Bourguiba (Tunisie), sans compter un soldat décédé juste avant le déclenchement de cette guerre. Parmi eux, Émile Renault, décédé le jour même du débarquement de Normandie à Ouistreham ; Yves Le Péchon et René Lesage, décédés pendant la campagne d'Italie ; Julien Hervo et Maurice Ouinguenet, décédés en captivité en Allemagne.

#### L'après Seconde Guerre mondiale
Un marin d'état, René Guinard, originaire de Pléneuf-Val-André est décédé accidentellement en mer en 1946 au large de Saint-Mandrier. Deux soldats (Emmanuel Baudet et Robert Dayot) originaires de Pléneuf-Val-André sont décédés pendant la guerre d'Indochine et six (Michel Boucher, Pierre Buchon, Michel Daviou, Jean Le Gal, Raymond Leclerc, Louis Percepied) pendant la guerre d'Algérie.
- 1954 : le terrain et le manoir de l'amiral Charner sont acquis par la commune (parc de l'Amirauté actuel).
- 1960 : inauguration le 21 août de la nouvelle mairie établie dans un petit château de style néogothique construit en 1884 non loin du centre de la commune, avec l'excès de matériaux destinés à l'église et du granit de l'Île Grande.
- 1965 : Pléneuf prend le nom de Pléneuf-Val-André[47].
- Salle polyvalente du Guémadeuc
- 1974 : création de la salle omnisports du complexe sportif du Pont-Gagnoux (6,5 ha) à proximité du bourg.
- 1978 : création de la station d'épuration.
- 1977 : ouverture de la piscine couverte des Monts-Colleux à côté du camping municipal et à 300 mètres de la plage.
- 1985 : une mention pour le prix de la Première Œuvre est délivrée aux architectes Michel Dayot et Patrice de Turenne qui ont élaboré et réalisé le siège de la société Davoust (négoce de bétail)[48]

### LeXXIesiècle
- 2011 : le 17 décembre, ouverture d'un centre de thalassothérapie Spa Marin sur l'emplacement de la Pension Notre-Dame, appelée aussi Communauté, dont le bâtiment est déconstruit en 2008.

### Histoire de l'îlot du Verdelet
Au Moyen Âge, le Verdelet était un lieu de culte, une ecclesia de la compétence des évêques de Saint-Brieuc, puis il y fut édifié un établissement monastique : une église dédiée à Saint-Michel, comme l'îlot du même nom à Erquy ; les deux par proximité du Mont-Saint-Michel. Selon deux chartes du XIIe (1132) et XIIIe siècle (1216), son nom était Saint-Michel de la Roche-Tanguy : encore en 1284, un clerc de la Roche-Tanguy est nommé par l'évêque, recteur de la paroisse Saint-Martin de Lamballe, le Verdelet dépendant du prieuré de cette paroisse.
L'« église » probablement fort modeste, est en ruines au moins au XVIe siècle : un aveu de 1585 évoque une « chapelle à présent en ruine et caducité » : les restes de construction visibles au sommet en sont probablement les ultimes vestiges. Pourtant, une carte marine de 1693 indique un bâtiment sur l'îlot nommé Saint-Michel du Verdelet.
Les moines ont déserté les lieux depuis longtemps quand selon un document de 1369, le Verdelet dépend féodalement de la seigneurie de Lamballe, probablement par Olivier du Vauclerc, capitaine du château de Lamballe. Celui-ci aurait édifié des éléments de forteresse sur l'îlot et en face à Château-Tanguy comme vassal de Jeanne de Penthièvre. Bien plus tard, durant les guerres de la Ligue, trente soldats gardent les lieux, selon un document de 1595.
Par la suite, le Verdelet est intégré aux communs féodaux de la seigneurie du Guémadeuc : des droits y sont exercés et font l'objet de diverses mentions dans des documents fiscaux, tel en 1538 la garenne et pescherie de l'isle et rochier du Verdelay (Réformation générale du Penthièvre) ; un aveu de 1585 fait état d'un droit de havage perçu par le seigneur sur les poissons pêchés aux environs de l'îlot.
La seigneurie du Guémadeuc appartint ensuite à la famille Richelieu, puis en décembre 1679, pour cent mille livres, l'îlot devient comme toute la seigneurie du Guémadeuc la propriété de François Berthelot, commissaire général des poudres et salpêtres de France, demeurant à Paris : celui-ci donna dix ans plus tard la seigneurie comme cadeau de mariage à son fils aîné. En 1722, un aveu de sa belle-fille (Agnès Rioult d'Ouilly) fait état d'un droit sur les moules enlevées du rocher : une havée à deux mains. Tous les droits ont été supprimés par un jugement du 18 février 1741 des Commissaires établis pour la vérification des droits maritimes, faute de production des actes réclamés selon un arrêt du Conseil d'état.
À la Révolution, le Verdelet devient terrain communal de la récente commune de Pléneuf, dans la logique de la loi du 28 août 1792. Ses coquillages étaient une ressource alimentaire pour un grand nombre de pauvres, venant de loin. On sait que des moutons y étaient mis à pâturer par des mentions d'accidents : trente se jettent dans le vide en 1834 ; 109 se noient en voulant forcer le passage à marée montante en 1849 (le récit en est fait dans le « Petit guide du Baigneur »).

## Politique et administration

### Jumelages
La commune est jumelée depuis 2007 avec Florstadt, ville allemande située dans le Land de la Hesse, arrondissement de Wetterau.

## Population et société

### Démographie
L'évolution du nombre d'habitants est connue à travers les recensements de la population effectués dans la commune depuis 1793. Pour les communes de moins de 10 000 habitants, une enquête de recensement portant sur toute la population est réalisée tous les cinq ans, les populations de référence des années intermédiaires étant quant à elles estimées par interpolation ou extrapolation. Pour la commune, le premier recensement exhaustif entrant dans le cadre du nouveau dispositif a été réalisé en 2004.

En 2022, la commune comptait 4 094 habitants, en évolution de +0,61 % par rapport à 2016 (Côtes-d'Armor : +1,78 %, France hors Mayotte : +2,11 %).
| 1793  | 1800  | 1806  | 1821  | 1831  | 1836  | 1841  | 1846  | 1851  |
| ----- | ----- | ----- | ----- | ----- | ----- | ----- | ----- | ----- |
| 1 246 | 1 245 | 1 365 | 1 654 | 1 759 | 1 816 | 1 781 | 1 900 | 2 030 |

| 1856  | 1861  | 1866  | 1872  | 1876  | 1881  | 1886  | 1891  | 1896  |
| ----- | ----- | ----- | ----- | ----- | ----- | ----- | ----- | ----- |
| 1 990 | 2 146 | 2 201 | 2 277 | 2 230 | 2 249 | 2 317 | 2 422 | 2 631 |

| 1901  | 1906  | 1911  | 1921  | 1926  | 1931  | 1936  | 1946  | 1954  |
| ----- | ----- | ----- | ----- | ----- | ----- | ----- | ----- | ----- |
| 2 693 | 2 813 | 2 862 | 2 652 | 2 809 | 3 042 | 3 112 | 3 600 | 3 434 |

| 1962  | 1968  | 1975  | 1982  | 1990  | 1999  | 2004  | 2006  | 2009  |
| ----- | ----- | ----- | ----- | ----- | ----- | ----- | ----- | ----- |
| 3 522 | 3 651 | 3 654 | 3 591 | 3 600 | 3 680 | 3 895 | 3 965 | 3 942 |

| 2014  | 2019  | 2022  | - | - | - | - | - | - |
| ----- | ----- | ----- | - | - | - | - | - | - |
| 3 999 | 4 083 | 4 094 | - | - | - | - | - | - |

### Station balnéaire
Loisirs principaux

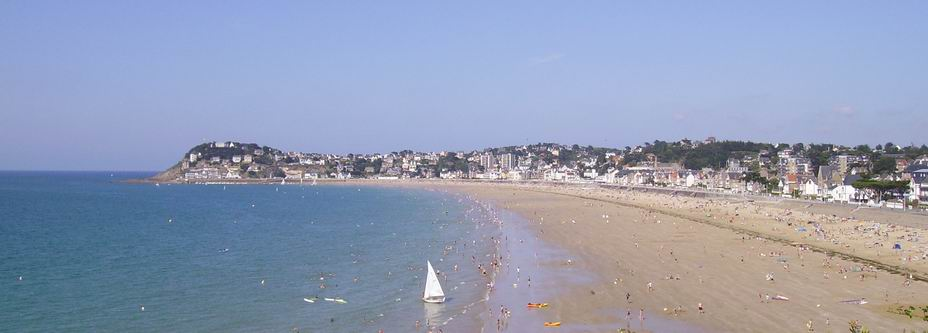
Grande plage de Pléneuf-Val-André.

- Un premier casino avait été créé en 1883 dans une annexe de l'Hôtel de la Plage (Hôtel du Casino). C'est le 22 avril 1934 qu'ouvre le casino du Val-André, la Rotonde, donnant sur la digue-promenade et proposant en plus des salles de jeux, une piste de danse et un restaurant-bar. Son bâtiment est imbriqué avec celui d'une salle de cinéma.
- Tennis - Le tennis a joué un rôle pendant plusieurs décennies dans l'attractivité de la station. Dans la première moitié du XXe siècle, plusieurs terrains existaient dans la partie nord, en contrebas de la rue Charles-de-Ganne, fréquentés par la bourgeoise locale. Lentement éliminés par la pression immobilière, les terrains aménagés progressivement dans les terrains de l'Amirauté prirent le relais pour satisfaire le public devenu nombreux après la démocratisation de ce sport dans les années 1960. Avec cette tradition et ces possibilités pratiques, le Val-André a régulièrement accueilli et accueille toujours des tournois (tournoi international en août) sur la dizaine de courts du parc de l'Amirauté, principalement en terre-battue, et les deux tennis couverts du Complexe sportif du Pont-Gagnoux à l'est du bourg. Marc Gicquel (meilleur classement : 38e à l'ATP en 2009) a gagné le tournoi estival à trois reprises.
- Golf - Le golf de Pléneuf-Val-André est un 18 trous situé dans un cadre naturel exceptionnel (il est classé parmi les plus beaux d'Europe selon le guide Peugeot Golf Magazine U.S.), le long de la plage des Vallées.
- La station a possédé entre 1987 et 2011 le label France Station Nautique. Les ports et les plages permettent toutes les activités nautiques de bord de mer, en partie sous la surveillance de professionnels présents dans trois postes de secours (un à la plage des Vallées). Plusieurs régates se déroulent de mars à septembre. Un centre nautique assure les formations nécessaires et fournit du matériel en location (catamarans, kayaks, planches à voile) ; il siège sur les hauteurs de Dahouët ainsi que dans le bâtiment ouvert en 2010 vers le port de Piégu ; il gère un centre de vacances nautiques pour les jeunes, en particulier à partir de la base nautique des Murs Blancs au sud de la grande plage du Val-André. La commune gère une piscine couverte ouverte toute l'année jouxtant le camping le plus proche de la plage principale, sur les Monts Colleux.
- Volley de plage - Chaque été, les volleyeurs - amateurs et professionnels - viennent nombreux sur les plages du Val-André, pratiquant principalement la formule du 3x3, à la différence de la formule olympique du 2x2. Plusieurs tournois y sont organisés.
- Le char à voile qui se pratique à marée basse sur la plage de la Ville Berneuf à proximité du camping homonyme (vers Erquy) dispose d'un bâtiment propre depuis 2009.
- Triathlon - Le club Val-André Triathlon a été créé en 2015. Il organise des triathlons et des aquathlons dans la commune, au mois de juillet, depuis 2017[64].

## Culture locale et patrimoine

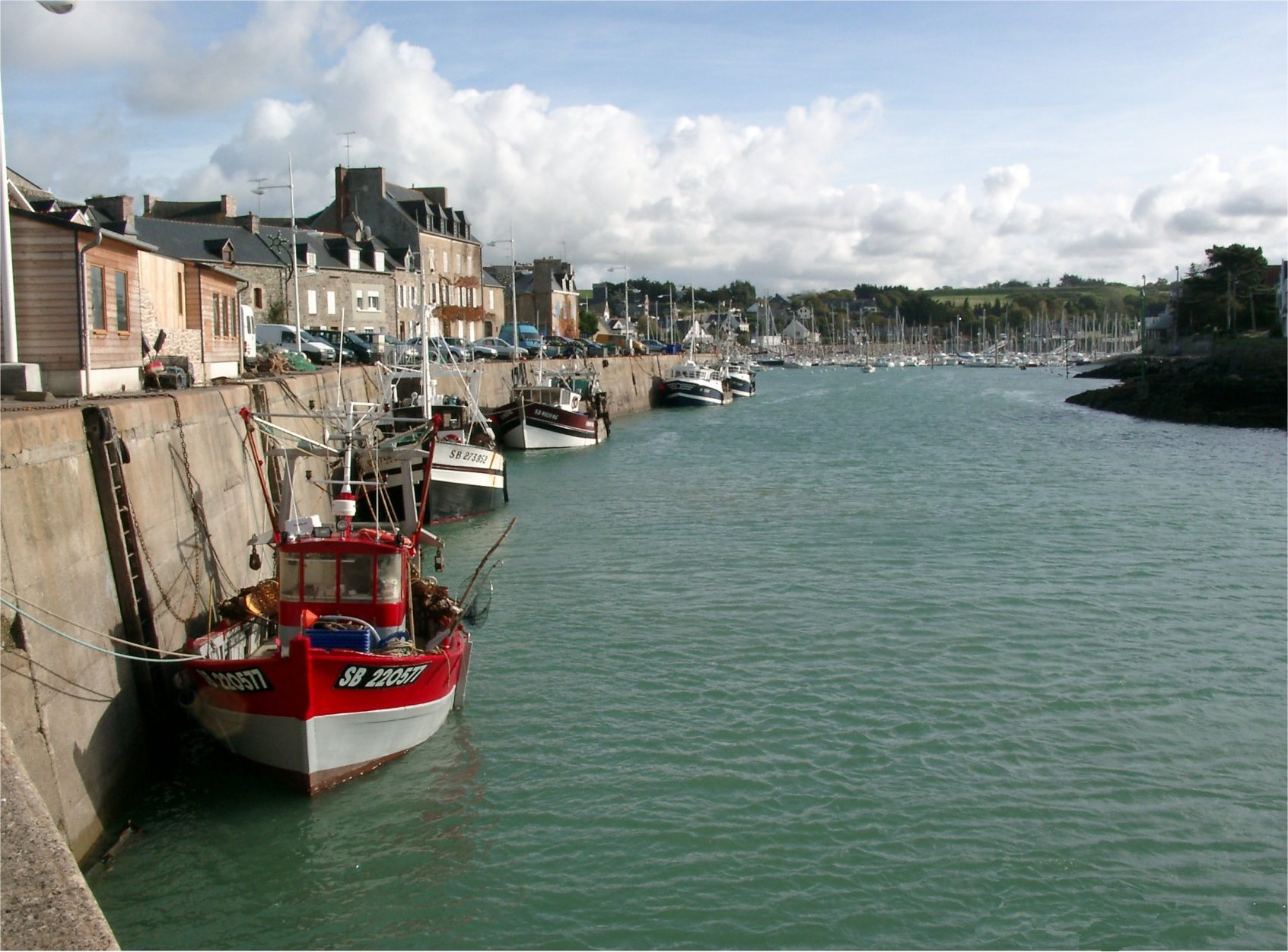
L'entrée du port de Dahouet.

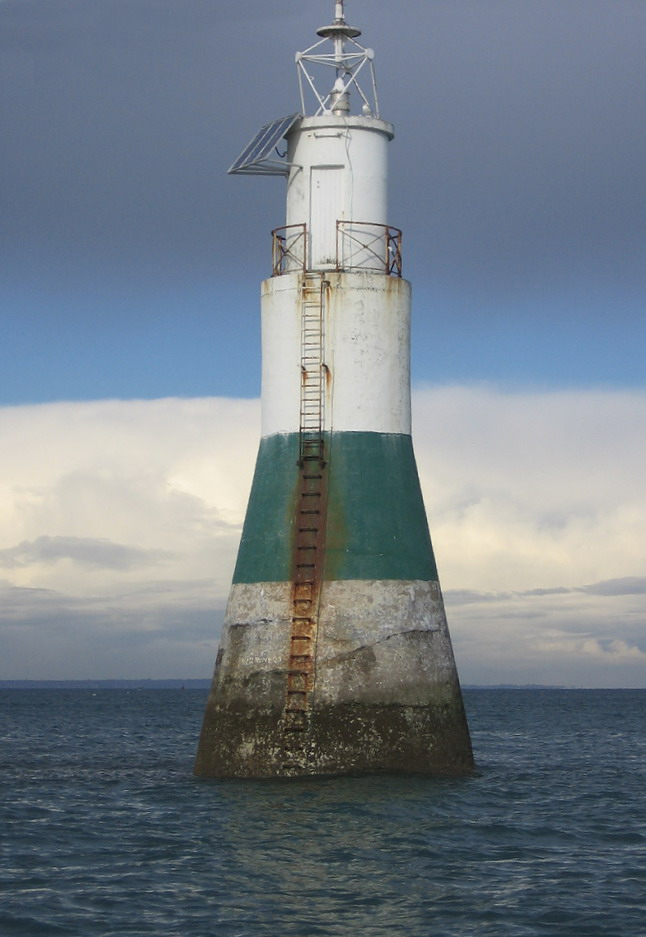
Feu de la passe du Dahouët.

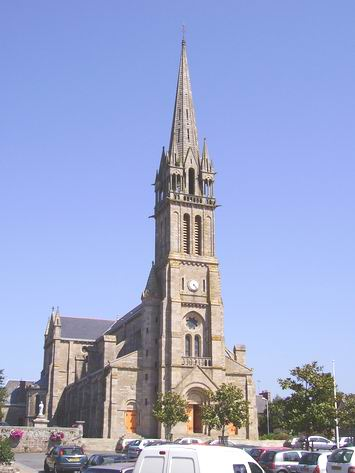
L'église Saint-Pierre-et-Saint-Paul de Pléneuf.

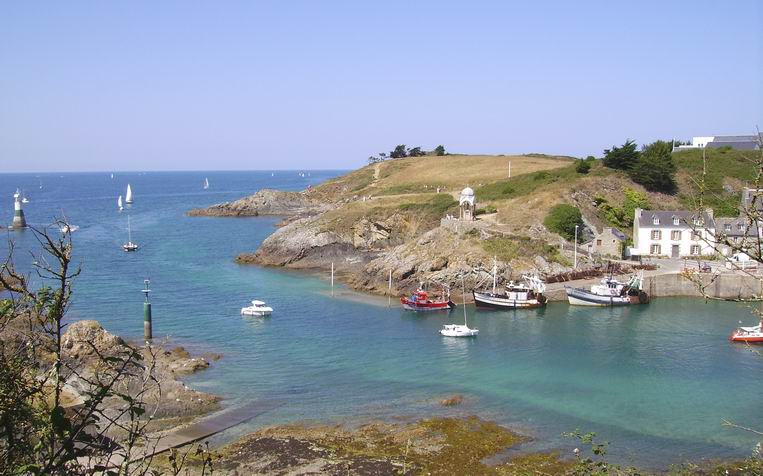
La pointe de la Guette à l'entrée de Dahouët.

### Lieux et monuments
- Cairn de la Ville-Pichard classé en 1965 au titre des Monuments historiques[65].
- Le port de Dahouët a beaucoup contribué à la prospérité de Pléneuf ; il participe actuellement avec son patrimoine, ses quelques commerces et ses capacités portuaires à l'attrait touristique de la commune.
- La Motte Meurdel : au milieu des habitations du bourg, elle est constituée d'une alternance de couches d'argile et vase marine, son origine demeure obscure. Elle a la forme d'une ellipse, haute au maximum de 8,70 mètres pour 41 de large.
- Manoir de Vauclair : datant de la première partie du XVIe siècle, il subit des remaniements au XIXe siècle. Le seigneur du lieu avait droit de justice haute, moyenne et basse à Pléneuf. les différents propriétaires furent successivement les Maisons de : Henri Frotier de la Messelière; puis au XVe siècle et XVIe siècle aux de la Motte d'Orfeil; au XVIe siècle, Coligny; aux XVIIe siècle et XVIIIe siècle, aux Rieux et Rosmadec et au XVIIIe siècle au Keraly. Ils avaient un droit de foire à la chapelle Saint-Jacques en Saint-Alban, depuis 1436, ce droit fut octroyé à Guyon de la Motte par le du Jean V. Ils jouissaient d'un droit de sépulture, d'enfeus, de tombeaux et d'armoiries avec prééminence de bancs. Les communs et parties agricoles datent vraisemblablement de la seconde partie du XIXe siècle, le fournil de plan rectangulaire, massé en rez-de-chaussée, en grès, granite et poudingue est lui plus sûrement du XVIIIe siècle, époque où disparut le colombier à quatre tours. Cette bâtisse est de plan rectangulaire, à deux pièces par étage, séparé par un mur de refend, construit en granit. La tour, hors-d'œuvre est chapeautée d'un toit conique. La façade possède une lucarne à appui saillant mouluré et gâble ornés d'un écusson et de léopards. La porte en plein cintre[66]. L'intérieur est orné de peintures et de fresques ayant fait l'objet pour les œuvres de 5 d'entre elles d'une restauration en 2009.
- Manoir de Bellevue
- Église Saint-Pierre-et-Saint-Paul, église paroissiale de l'architecte Le Guerrannic réalisée entre 1889 et 1897.
- Presbytère, construction de 1767, agrandi en 1833, dans le jardin, une croix redentée du XVe siècle, portant un décor sculpté en demi-relief. Sur le mur de cette maison : les vestiges du gisant de Jacques II Du Guémadeuc, datant du début du XVIe siècle, composés d'un buste et d'un fragment de dalle.
- Le Moulin du Tertre Oro : moulin à vent maintenant sans ses ailes, visible de loin dans la partie sud de la commune.
- Le viaduc du Préto, détruit en 1968.
- La villa Les Pommiers, propriété privée sise avenue Jean-Richepin, est labellisée « Patrimoine du XXe siècle » et inscrite partiellement en 1995 au titre des Monuments historiques[67].
- La villa Cornu, maison de style régionaliste construite en 1933 par l'architecte Yves Hémar pour André Cornu, secrétaire général du ministère de l'Intérieur. Réquisitionnée par les Allemands durant la Seconde Guerre mondiale, elle fut le lieu de séjour du maréchal Rommel lors de ses visites d'inspection du mur de l'Atlantique en 1944. La fille d’André Cornu, Simone, épouse Claude Gallimard en 1939, fils de Gaston Gallimard, fondateur et patron de la maison d'édition Gallimard. La propriété passe à famille Piéto puis est acquise en 2023 pour 3.500.000€ par la famille Lessard. De très importants travaux de rénovation sont en cours[68].

### Personnalités liées à la commune
- Léonard Victor Charner (1797-1869), amiral de France : il fait construire en 1857 un manoir avec chapelle et corps de garde sur des terrains alors proches de dunes mais qui seront par la suite au cœur du Val-André. Une des principales rues porte son nom et son patrimoine est devenu, par achat en 1954, le parc de l'Amirauté.
- Joseph Édouard de La Motte-Rouge (1804-1883), général, né dans la maison Bellevue situé dans le bourg.
- Frédéric Henri Le Normand de Lourmel (1811-1854), général de brigade, tombé devant Sébastopol le 5 novembre 1854, est inhumé le 20 décembre suivant dans le cimetière de Pléneuf[69].
- Raoul Ponchon (1848-1937), écrivain, poète, membre de l'académie Goncourt (enterré dans la commune).
- Le poète Jean Richepin (1849-1926) y a fait construire la villa La Carrière et y est enterré. Le collège public de Pléneuf porte son nom.
- Gustave Téry (1870-1928), journaliste, fondateur du journal L'Œuvre (enterré dans la commune).
- Stanisława de Karłowska (1876-1952), artiste anglo-polonaise, séjourna dans cette ville.
- André Cornu (homme politique) (1892-1980), secrétaire d'État (enterré dans la commune).
- Florian Le Roy (1901-1959), journaliste et écrivain, né dans la commune.
- Jean Le Brun (1903-1958), résistant membre du réseau CND-Castille et ancien conseiller municipal de la commune. Une rue du Val-André porte son nom.
- Simone Gallimard (1917-1995), éditrice française (enterrée dans la commune).
- Pierre-Yvon Lenoir (1936-2015), athlète français, est décédé dans la commune.
- Philippe Gavi, cofondateur du journal Libération avec Jean-Paul Sartre et Serge July.
- Patrick de Gmeline (1946- ), historien militaire, lauréat de l'Académie française, sa famille maternelle est originaire de la commune et il y possède une maison[70].
- Charlotte Valandrey (1968-2022), actrice, a choisi son pseudonyme en référence à la commune, et y est inhumée.
- Loïc Henry (1971- ), ingénieur et écrivain, y a été scolarisé[71].
- Fabrice Jeandesboz (1984- ), cycliste professionnel, sur route et sur piste, y a grandi.
- Charles Doré (2006- ), candidat de la Saison 12 de Star Academy (France), est originaire de la commune.

### Héraldique
| Blason | Blasonnement : Coupé, au 1er de sable, au léopard d'argent accompagné de sept coquilles de même, ordonnées 4 et 3, au 2e de gueules fretté d'argent de six pièces. |

## Divers
- De nombreuses scènes de la mini-série L'Accident ont été tournées aux abords de la plage du Val-André.